# Bunuri mobile din domeniul artă plastică clasate în patrimoniul cultural național al României aflate în județul Botoșani
Acestă listă conține bunurile mobile din domeniul artă plastică clasate în Patrimoniul cultural național al României aflate la momentul clasării în județul Botoșani.

## Tezaur
| Foto | Informații generale                                        | Detalii tehnice                                                                                                 | Descriere | Deținător                                                                   | Legături |
| ---- | ---------------------------------------------------------- | --- | --- | --------------------------------------------------------------------------- | -------- |
|      | Autoportret la 40 ani Autor: Bardasare-Panaiteanu, Emanoil | Datare: 1890 Școală: Școală modernă românească Dimensiuni: 58,5x47,5cm Material: Ulei pe pânză                  | Autoportretul este reprezentat în semiprofil, pe un fundal vibrat în tonuri de brun-verde. Poartă mustață și cioc. Vestimentația după moda timpului, haină cu revere, cămașă alb cu guler înalt, eșarfă. Bun pportretist, obține efecte cromatice prin dispunerea culorilor, acordă atenție detaliilor, se resimte influența studiilor muncheneze. Strat pictural desprins in zona inferioara a lucrării, în stg. și centru, latura sus. (lucrarea necesită restaurare). Semnat, datat dr. jos cu brun: portretul meu Em. P. Bardasare, Iassi, 1890                                                                       | Muzeul Județean Botoșani, Botoșani                                          | Cimec    |
|      | Fetiță studiind Autor: Bardasare-Panaiteanu, Emanoil       | Datare: 1898 Școală: Școala românească Dimensiuni: 62 x 46 cm. Material: Ulei pe pânză                          | În interiorul unei camere, stă așezată la o masă, o adolescentă. Este îmbrăcată elegant în rochie albastră în carouri, având coleretă amplă la gât și volane din dantelă albă, la mâneci. Reprezentată semiprofil dreapta, își sprijină capul cu mâna stângă, pe cealaltă o ține pe o carte deschisă. Bun portretist, obține efecte cromatice, prin dispunerea culorilor; surprinde trăsăturile specifice persoanei portretizate. Artistul acordă deosebită atenție, detaliilor. (Portretul o reprezintă pe fiica pictorului, Cecilia). Semnat dreapta jos cu roșu, Pinxit Em. P. Bardasare, Iassii, nedatat (1898).      | Muzeul Județean Botoșani, Botoșani                                          | Cimec    |
|      | Mama pictorului Autor: Bardasare-Panaiteanu, Emanoil       | Datare: 1877 Școală: Școala românească Dimensiuni: 80 x 60 cm Material: Ulei pe pânză                           | Mama artistului este reprezentată, frontal, capul ușor înclinat spre stânga. Stă așezată, își ține mâinile încrucișate în față. Cotul stâng îl sprijină pe o masă. Pe cap poartă basma neagră înnodată sub barbă, haină de culoare închisă cu mâneci largi, bordate cu șiret negru. Portret expresiv, construcție riguroasă, în gamă de ocru, obține efecte cromatice. Bun portretist, surprinde trăsăturile psihologice ale personajului. Semnat, datat, dreapta mijloc, prin zgâriere: Em. P. Bardasare 1877. | Muzeul Județean Botoșani, Botoșani                                          | Cimec    |
|      | Pe cheiul Senei Autor: Schweitzer-Cumpănă, Rudolf          | Datare: 1931 Școală: Școala românească Dimensiuni: 49 x 60 cm. Material: ulei pe pânză maruflată pe carton      | Pe malul Senei, în stânga, trunchiul unui copac, o siluetă în roșu. În centrul compoziției stau ancorate la chei două bărci. În planul secund, pe fundal, este reprezentat un pod peste Sena, prin a cărui arcade sunt sugerate clădiri. În partea superioară, cerul, în dreapta, felinare, clădiri. Realizată în tușe cromatice accentuate, în gamă de gri, violet, albastru, ocru, artistul redă atmosfera specifică locului. Lucrarea prezintă calități artistice. Face parte din ciclul de lucrări realizate de artist la Paris. Semnat, datat și localizat stânga jos, cu negru: Schweitzer-Cumpănă Paris 1931.      | Muzeul Județean Botoșani, Botoșani                                          | Cimec    |
|      | Peisaj cu casă din Moldova Autor: Luchian, Ștefan          | Școală: Școală modernă românească Dimensiuni: 30,5 x 23,5 cm Material: ulei pe carton                           | Peisajul realizat de Ștefan Luchian redă o casă din zona Moldovei, încadrată de copaci. Se remarcă simplitatea formelor și aplatizarea volumelor. Peisajul se caracterizează prin finețe, simplitate, sinteza cromatică, colorit strălucitor delicat prin tușa penelului și aplicarea materiei picturale cu spatula. Este remarcabilă împletirea subtilă a luminii și umbrelor. Semnat dreapta jos: Luchian. | Memorialul Ipotești - Centrul Național de Studii „Mihai Eminescu”, Ipotești | Cimec    |
|      | Casă la Nicorești Autor: Petrașcu, Gheorghe                | Datare: 1907 Școală: Școală modernă românească Dimensiuni: 46,5 x 50,7 cm Material: ulei pe pânză               | Pictura realizată de Gheorghe Petrașcu, redă o casă specifică zonei nicoreștiului din acea perioadă. Cromatica armonioasă prin griuri de mare rafinament contrastează cu albul cald al peretelui casei, iar tonurile de verde discret echilbrează pictura. Semnat și datat stânga jos cu roșu: G. PETRASCU 1907, dreapta jos cu roșu: „Casă în Nicorești”. | Memorialul Ipotești - Centrul Național de Studii „Mihai Eminescu”, Ipotești | Cimec    |
|      | Peisaj cu căpițe Autor: Grigorescu, Nicolae                | Datare: 1873 Școală: Școală modernă românească Dimensiuni: 24 x 14,2 cm Material: ulei pe lemn                  | Pictura a fost realizată de către Nicolae Grigorescu în maniera impresionistă. Lucrarea reprezintă o căpiță de fân pe un câmp. Cromatica de foarte mare sensibilitate, în prim plan câmpul în nuanțe de ocruri gălbui în acord cu umbra violacee a căpiței. Nuanțele ușoare de roz violet în plan median susțin alburile subtile din partea superioară. Trecerile de pasaj de culoare sunt de mare rafinament și surprind foarte bine lumina unei după amiezi de vară. Materia picturală așezată în tușe largi și pensulație nervoasă dau lucrării calități plastice excepționale. Semnat stânga jos cu roșu: Grigorescu. | Memorialul Ipotești - Centrul Național de Studii „Mihai Eminescu”, Ipotești | Cimec    |
|      | Casa parohială din Târgoviște Autor: Petrașcu, Gheorghe    | Datare: 1934 Școală: Școală modernă românească Dimensiuni: 23,5 x 15,5 cm Material: cărbune; acuarelă pe hârtie | Lucrarea realizată în desen cu cărbune și laviuri în acuarelă, redă casa parohială din Târgoviște. Compoziția foarte bine echilibrată, riguroasă, susținută grafic de verticalele stâlpilor este foarte bine completată de diagonalele acoperișului casei care imprimă desenului dinamica deosebită. Cromatica în albastruri specifice maestrului au o transparență deosebită, iar accentul de roșu cărămiziu al acoperișului este pus în valoare de albul pereților, calitățile plastice ale lucrării fiind de mare rafinament. Semnat și datat stânga jos cu negru: G. PETRASCU 1934.                                   | Memorialul Ipotești - Centrul Național de Studii „Mihai Eminescu”, Ipotești | Cimec    |
|      | Icoană                                                     | Datare: 1/2 sec. XIX Școală: Atelier rusesc Material: lemn; argint; ferecătură; ciocănire; pictură policromă    | Icoană pe lemn, pictată policrom cu chipul lui Iisus Hristos, ferecată în argint prelucrat prin ciocănire, cu chenarul ornamentat cu motive geometrice - romburi și florale. A fost realizată într-un atelier bisericesc rusesc. A făcut parte din zestrea Ralucăi Eminovici, mama poetului, fiind găsită în atenansa casei. | Memorialul Ipotești - Centrul Național de Studii „Mihai Eminescu”, Botoșani | Cimec    |

## Fond
| Foto | Informații generale                                       | Detalii tehnice | Descriere | Deținător                                                                   | Legături |
| ---- | --------------------------------------------------------- | --- | --- | --------------------------------------------------------------------------- | -------- |
|      | Portret de copil Autor: Sava, Henția                      | Datare: 1852 Școală: Școală modernă românească Dimensiuni: 92,5x73,5cm. Material: ulei pe pânză                                                                             | Pe un fundal în nuanțe de verde, într-un interior este reprezentat un copil, care stă așezat pe o banchetă. Este îmbracat elegant, cu un costum negru, pantaloni 3/4, cu accesorii de dantelă albă, ciorapi albi, ghete negre. În mâna dreaptă ține o floare roz, iar pe cea stângă o sprijină pe o carte. În plan secund, un ghiveci cu flori. Realizat în maniera academistă, artistul acordă atenție deosebită detaliilor reprezentării portretului. Semnat și datat stânga mijloc, cu roșu: S. Henția 1852. Lucrarea a fost restaurată, respectiv dublată pânza. | Muzeul Județean Botoșani, Botoșani                                          | Cimec    |
|      | Autoportret Autor: Stahi, Costantin Daniel                | Datare: 1889 Școală: Școală modernă românească Dimensiuni: 75x60,5 cm Material: ulei pe pânză                                                                               | C. D. Stahi a realizat mai multe autoportrete ("Autoportret la 30 de ani", "Autoportret la 63 de ani"). Autoportretul artistului la vârsta de 46 de ani. Este reprezentat pe un fundal de clar obscur, frontal, capul este ușor înclinat spre stânga. Îmbrăcat elegant cu o haină neagră cu revere ample, cămașă albă, la gât papion. Autoportretul expresiv în stil academist este pus în evidență de fondul lucrării. Un autoportret asemănător, datat 1888, este în colecția M.N.A.R. (număr inventar 3584). Semnat și datat stânga sus: Pictorul C.D.Stahi zugrăvit de el insuși Iassy 1889, și verso, pe pânză, jos cu brun, pe pânză: Constantin D. Stahi Pictor. | Muzeul Județean Botoșani, Botoșani                                          | Cimec    |
|      | Țăran bătrân Autor: Băeșu, Aurel                          | Școală: Școală modernă românească Dimensiuni: 80x60 cm. Material: ulei pe pânză                                                                                             | Artistul a realizat numeroase portrete reprezentând copii, țărani, măicuțe, persoane apropiate lui. În interiorul unei camere este reprezentat un țăran în vârstă, stă așezat lângă o fereastră, sprijinindu-se cu mâna stângă pe o masă, cealalaltă pe genunchi. Pe cap poartă pălărie neagră, cămașă albă încheiată la gât, pantaloni, încins cu o curea la mijloc. Portretul expresiv realizat în tușe de ocru și gri, redă trăsăturile caracteristice ale personajului. Lucrarea este realizată în manieră specifică artistului, în tușe ample, viguroase, având calități artistice. Strat pictural desprins în partea inferioară a lucrării; pânza străpunsă, centru latura de sus, strat de praf aderent. | Muzeul Județean Botoșani, Botoșani                                          | Cimec    |
|      | Femeie pe malul mării Autor: Petrașcu, Gheorghe           | Datare: 1921 Școală: Școală modernă românească Dimensiuni: 35x27,5 cm Material: ulei pe carton                                                                              | Peisaj marin, la Balcic. Pe o plajă, în prim-plan este reprezentată, în profil, silueta de femeie, care stă într-un șezlong. Poartă pălărie neagră, rochie lungă albă, umbrelă de soare cu dungi marginale colorate. Într-o perspectivă amplă, pe 2/3 din fundal se desfășoară marea, cerul senin cu nori albi. Lucrarea este realizată în tehnica specifică artistului, prin suprapunerea culorilor, în pastă bogat nuanțată în tonuri de albastru, verde, gri, ocru, cu accente de negru, obține astfel prețiozități cromatice. Semnat cu negru, stânga jos: G. Petrașcu. verso, însemnare autografică: "Lilei amintire în zilele petrecute … cu toții pe malul mării, Balcic 1921 G. Petrașcu" | Muzeul Județean Botoșani, Botoșani                                          | Cimec    |
|      | Portret cu lulea Autor: Troteanu, Petru Remus             | Școală: Școală modernă românească Dimensiuni: 62x49 cm. Material: ulei pe carton                                                                                            | | Muzeul Județean Botoșani, Botoșani                                          | Cimec    |
|      | Piața Autor: Troteanu, Petru Remus                        | Școală: Școală modernă românească Dimensiuni: 37,5x49,5 cm Material: ulei pe placaj                                                                                         | Pictorul Troteanu a realizat o suită de lucrări reprezentând peisaje din Piatra Neamț, București. Compoziția se desfășoară pe orizontală, pe două registre. În prim-plan sunt reprezentate numeroase persoane la piață. În plan secund, clădiri de diferite înălțimi și culori. Cer albastru. Pictură de factură decorativă. Artistul folosește contrastele cromatice, stilizează volumele, pe care le construiește cu linii negre. Lucrarea prezintă calități artistice. Semnat dreapta jos, cu negru: Troteanu. | Muzeul Județean Botoșani, Botoșani                                          | Cimec    |
|      | Pictură Autor: Troteanu, Petru Remus                      | Școală: Școală modernă românească Dimensiuni: 52x47 cm Material: ulei pe pânză                                                                                              | Portretul unei persoane în vârstă, reprezentat semiprofil dreapta, pe un fundal vibrat în verde și galben. Poartă pălărie amplă, mustață și barbă, haină maron, cămașă albă. Portret expresiv, ochii mari, fața și nasul în tonuri de roz-roșu. Realizată în tușe ample, spontane, surprinde trăsăturile specifice persoanei portretizate. Semnat dreapta jos, cu roșu: Troteanu. Pânza - ușor ondulată.Verso, în creion: Bălțatu, Roma 1920 | Muzeul Județean Botoșani, Botoșani                                          | Cimec    |
|      | Băiatul cu chitara Autor: Troteanu, Petru Remus           | Școală: Școală modernă românească Dimensiuni: 67,5x53,5 cm Material: ulei pe carton                                                                                         | Portret compozițional - este reprezentat un tânâr cântând la chitară pe un fundal vibrat în ocru-verde. Poartă pe cap pălărie neagră amplă, haină în tonuri de ocru-verde, cu un guler mare alb. Tehnică specifică artistului, folosind suprapuneri de culoare, cu tușe mari, direcționale. Semnat dreapta jos, cu ocru: Troteanu. | Muzeul Județean Botoșani, Botoșani                                          | Cimec    |
|      | Natură statică cu căni Autor: Troteanu, Petru Remus       | Școală: Școală modernă românească Dimensiuni: 47x59 cm. Material: ulei pe carton                                                                                            | Natura statică ne prezintă un grup de obiecte și fructe dispuse orizontal, pe o masă (vase de ceramică și metal, eșarfe roșie și albă). Construiește volumele obiectelor în contraste cromatice de verde, galben, alb, ocru, roșu, negru, în tușe ample, care sunt etalate pe un fundal valorat în aceleași tonuri. Semnat dreapta jos, cu verde: Troteanu. | Muzeul Județean Botoșani, Botoșani                                          | Cimec    |
|      | Pictură Autor: Troteanu, Petru Remus                      | Școală: Școală modernă românească Dimensiuni: 48x69 cm Material: ulei pe carton                                                                                             | Peisaj din zona montană. În prim-plan, vegetație, în plan secund, se desfășoara panorama orașului cu numeroase clădiri, pâlcuri de vegetație. În centru, turlele unei biserici. Pe fundal, dealuri în ocru, coline verzi, cerul în tonuri de gri. Semnat dreapta jos, cu verde: Troteanu.Verso, etichetă (Vedere din P. Neamț la 1920) | Muzeul Județean Botoșani, Botoșani                                          | Cimec    |
|      | La țărmul mării Autor: Troteanu, Petru Remus              | Școală: Școală modernă românească Dimensiuni: 35x49,5 cm. Material: ulei pe carton                                                                                          | Desfășurat pe orizontal, peisajul marin ne prezintă un golf înconjurat de stânci. În prim-plan, plaja, în dreapta mal stâncos, marea, pe fundal cer gri. Lucrarea realizată în tușe ample, în contraste cromatice de albastru, ocru, negru și gri, redă atmosfera locului. Semnat dreapta jos, cu negru: Troteanu. | Muzeul Județean Botoșani, Botoșani                                          | Cimec    |
|      | Intrare la mănăstire Autor: Bălțatu Adam                  | Datare: 1920 Școală: Școală modernă românească Dimensiuni: 31x45 cm Material: ulei pe carton                                                                                | | Muzeul Județean Botoșani, Botoșani                                          | Cimec    |
|      | Casă la Paris Autor: Schweitzer-Cumpănă, Rudolf           | Datare: 1931 Școală: Școala românească Dimensiuni: 600 x 500 mm. Material: ulei pe pânză                                                                                    | Peisajul ne prezintă o stradă, un grup de clădiri vechi reprezentate frontal. În centrul compoziției, o poartă scundă, în lateral, clădiri cu acoperișuri roșii, în dreapta, un felinar stradal. În planul secund este o altă costrucție cu etaj, ferestre înalte, acoperiș roșu cu hornuri. În imaginile pariziene realizate de artist în anul 1931 se reflectă un spirit sintetic și o viziune personală. Formele și volumele sunt sugerate prin contraste cromatice sugerând atmosfera specifică. Maniera stilistică, caracteristică artistului, conferă valențe plastice. Semnat și datat stânga jos, cu negru. Localizat stânga jos, cu negru: Paris, 1931. | Muzeul Județean Botoșani, Botoșani                                          | Cimec    |
|      | Peisaj de iarnă Autor: Schweitzer-Cumpănă, Rudolf         | Școală: Școala românească Dimensiuni: 530 x 700 mm. Material: ulei pe carton                                                                                                | Desfășurat pe diagonală, peisajul de iarnă ne prezintă o stradă a unui oraș medieval, grupaje de clădiri masive înconjurate de ziduri, câteva siluete umane, cer înnorat. Remarcabilă prin viziunea coloristică, atmosfera specifică locului. Maniera stilistică caracteristică autorului conferă valențe plastice lucrării. Semnat dreapta jos, cu roșu. | Muzeul Județean Botoșani, Botoșani                                          | Cimec    |
|      | Băiatul cu umbrela Autor: Băncilă, Octav                  | Datare: 1906 Școală: Școală românească Dimensiuni: 950 x 630 mm. Material: ulei pe pânză                                                                                    | În centrul compoziției, la un colț de stradă, este reprezentat un tânăr în picioare, care își savurează țigara. Îmbrăcat modest, cu pălărie verde pe cap, poartă cămașă albă, pantaloni gri suflecați, curea lată; își ține în mâna dreaptă umbrela, în stânga țigara. În planul al doilea, pe diagonală, pe o stradă, se deplasează o siluetă feminină îmbrăcată elegant. Pe fundal, o altă persoană stă așezată în fața unei case modeste. Realizată în tușe spontane, ample, în tonuri de gri, ocru, verde, negru, lucrarea redă atmosfera, categoria socială a personajelor. Lucrarea prezintă trăsături stilistice carateristice primei perioade de creație - calități artistice. Ca și alte compoziții, artistul își manifestă compasiunea pentru oamenii simpli. Semnat și datat stânga sus, cu negru: Octav Băncilă 1906. | Muzeul Județean Botoșani, Botoșani                                          | Cimec    |
|      | Piața Concordiei Autor: Schweitzer-Cumpănă, Rudolf        | Datare: 1931 Școală: Școală românească Dimensiuni: 490 x 600 mm. Material: ulei pe pânză                                                                                    | Lucrarea ne prezintă o zonă din Piața Concordiei - Paris. În prim-plan, pe diagonală, o balustradă, stâlpi și felinare stradale. În dreapta, obeliscul egiptean, grup statuar. Pe fundal, clădiri monumentale, cer albastru cu nori albi. Lucrarea se remarcă prin viziune coloristică, luminozitate, redarea atmosferei specifice. Semnat, datat și localizat stânga jos, cu verde: Schweitzer-Cumpănă Paris 1931. Pânza - ușor ondulată prin montare incorectă pe șasiu. | Muzeul Județean Botoșani, Botoșani                                          | Cimec    |
|      | Natură moartă Autor: Stahi, Costantin Daniel              | Datare: 1916 Școală: Școală românească Dimensiuni: 500 x 285 mm. Material: ulei pe pânză                                                                                    | C. D. Stahi, numit și pictorul imitației, reprezintă în naturile statice o lume a lucrurilor apropiate: cărți, jurnale, obiecte de cult, poșete, fructe. Pe un fundal gri, pe o masă sunt reprezentate în prim-plan o farfurie cu bucăți de zahăr, o linguriță, două lamâi. În planul secund, alături, o sticlă și un pahar. La naturile statice artistul a demonstrat calități deosebite la realizarea compozițiilor și a tehnicii picturale, redă materialitatea obiectelor. Semnat și datat stânga mijloc, cu roșu: C. D. Stahi Iassy 1916. Pe margini - desprins strat pictual în zona șasiului (necesită curățenie). | Muzeul Județean Botoșani, Botoșani                                          | Cimec    |
|      | Portret de bărbat Autor: Băncilă, Octav                   | Datare: 1913 (?) Școală: Școală românească Dimensiuni: 590 x 530 mm. Material: ulei pe pânză                                                                                | Pe un fond gri, este reprezentat frontal portretul unui bărbat tânăr. Are părul pieptănat peste cap, cărare în dreapta, mustață. Bărbatul poartă costum negru cu revere late, prin deschizătura cărora se vede vesta de aceeași culoare încheiată până sus cu nasturi negri. Gulerul alb al cămășii se înalță sub bărbie, este subliniat de cravata gri, al cărei nod este fixat de un ac auriu. Portret expresiv, se resimte influența studiilor academice muncheneze - calități artistice. Semnat și datat stânga sus, cu negru: Octav Băncilă 1913 (?). Lucrarea a fost restaurată, pânza dublată. | Muzeul Județean Botoșani, Botoșani                                          | Cimec    |
|      | Portret Autor: Mirea Demetrescu, George                   | Datare: 1902 Școală: Școală românească Dimensiuni: 620 x 460 mm. Material: ulei pe pânză                                                                                    | Pe un fundal vibrat în tonalități de verde, este reprezentat un portret de bărbat în vârstă, cu păr grizonat și mustață. Poartă haină cu revere largi, vestă și cravată de aceeași culoare. Caracteristic este gulerul cămășii, ridicat pe gât, cele două colțuri îndoite triunghiular. Ținuta ne indică un personaj cu poziție socială, profesională importantă. Bun portretist, artistul dovedește remarcabil meșteșug la realizarea portretelor. Semnat și datat stânga jos, cu ocru: G. D. Mirea 1902. Pe margini - desprins strat pictural (câteva zone mici sus). | Muzeul Județean Botoșani, Botoșani                                          | Cimec    |
|      | Peisaj din Burdujeni Autor: Bardasare-Panaiteanu, Emanoil | Dimensiuni: 275 x 445 mm. Material: ulei pe pânză | În peisajele realizate în diverse zone - Agapia, Văratec, Iași, Burdujeni, artistul reprezintă perspective ample ale satului românesc din prima jumătate a sec. al XIX-lea. Peisajul ne prezintă casa părintească la marginea satului Burdujeni. În stânga, doi copaci, cultură de porumb. În dreapta mijloc, copaci, biserica satului, case modeste. Pe fundal, într-o perspectivă largă este prezentată o altă localitate având case, turle de biserici, vegetație, dealuri, cer senin. Artistul redă atmosfera specifică zonei. Semnat dreapta jos, cu negru: Em. P. Bardasare. | Muzeul Județean Botoșani, Botoșani                                          | Cimec    |
|      | Case la Paris Autor: Schweitzer-Cumpănă, Rudolf           | Datare: 1932 Școală: Școală românească Dimensiuni: 260 x 190 mm. Material: ulei pe pânză maruflată pe carton                                                                | În lucrările realizate la Paris, artistul imortalizează piețe publice, parcuri, case modeste, cheiurile Senei, clădiri monumentale redând atmosfera locurilor. Peisajul ne prezintă un colț de stradă, clădiri înalte cu 2-3 etaje, patinate de timp. Tușe accentuate, pastă groasă de culoare specifică stilului artistului. Semnat, datat și localizat dreapta jos: Schweitzer-Cumpănă Paris 1932. | Muzeul Județean Botoșani, Botoșani                                          | Cimec    |
|      | Peisaj din Veneția Autor: Dărăscu, Nicolae                | Școală: Școală modernă românească Dimensiuni: 85 x 64,5 cm Material: ulei pe pânză                                                                                          | Peisajul venețian realizat de Nicolae Dărăscu redă în prim plan consistența apei pe care plutesc bărcile, în plan secundar clădirile care se oglindesc în reflexele apei. Formele sunt redate prin culoare, gama cromatică redusă la roșu, galben, albastru, verde, armonia cromatica făcându-se prin juxtapunere în maniera neoimpresionistă. Formele construite prin culoare, direct din tușa penelului oferă imaginii calități plastice accentuate. Semnat stânga jos cu roșu: Dărăscu. | Memorialul Ipotești - Centrul Național de Studii „Mihai Eminescu”, Ipotești | Cimec    |
|      | Portret de femeie Autor: Tonitza, Nicolae                 | Datare: 1926 Școală: Școală modernă românească Dimensiuni: 13 x 10 cm Material: tuș; hârtie                                                                                 | Portretul realizat de Nicolae Tonitza o reprezintă pe soția artistului în semiprofil stânga. Podoaba capilară cu accent de lumină culoarea hârtiei, haina cu revere largi. Semnat dreapta jos cu tuș negru: Tonitza. | Memorialul Ipotești - Centrul Național de Studii „Mihai Eminescu”, Ipotești | Cimec    |
|      | Flori Autor: Tonitza, Nicolae                             | Datare: 1936 Școală: Școală modernă românească Dimensiuni: 50 x 40,3 cm Material: ulei pe pânză                                                                             | Pictura realizată de Nicolae Tonitza reprezintă o natură statică cu flori galbene în ulcică de lut smălțuit. Lucrarea este echilibrată în primul rând prin gama cromatică galben-violet. Multitudinea de tonuri galbene redate magistral se armonizează și se susțin cu nuanțele de griuri calde din prim plan. Fondul violet, vibrat, exaltă galbenul florilor compoziția lucrării este foarte bine echilibrată iar calitățile plastice ale materiei picturale sunt remarcabile. Semnat stânga sus cu violet: N. Tonitza. | Memorialul Ipotești - Centrul Național de Studii „Mihai Eminescu”, Ipotești | Cimec    |
|      | Turc stând la masă Autor: Tonitza, Nicolae                | Datare: 1926 Școală: Școală modernă românească Dimensiuni: 21 x 12 cm Material: cărbune; hârtie                                                                             | Portretul realizat în cărbune, cu un desen șarjat, viguros, reprezintă un turc cu picioarele încrucișate la masa unei cafenele cu un pahar cu ceai în mâna stângă. Semnat, localizat și datat dreapta jos cu tuș negru: Tonitza, Mangalia 1926. | Memorialul Ipotești - Centrul Național de Studii „Mihai Eminescu”, Ipotești | Cimec    |
|      | Vioară Autor: Stoenescu, Eustațiu                         | Datare: 1945 Școală: Școală contemporană românească Dimensiuni: 36,5x70 cm Material: ulei pe pânză maruflată pe carton                                                      | Natură statică – vioară privită lateral, gâtul viorii spre stânga. Instrumentul este așezat pe o suprafață orizontală (probabil o masă) acoperită cu o pânză de culoare închisă, sugerată discret. În jumătatea superioară a compoziției, două treimi din stânga sunt ocupate de o carte cu note muzicale deschise, iar treimea din dreapta de un fond cenușiu. Acord grav de griuri și brunuri. Ramă poeită. Semnat, datat către colțul din dreapta sus cu gri închis. | Muzeul Județean Botoșani, Botoșani                                          | Cimec    |
|      | Profesorul Vasile Filip Autor: Stoenescu, Eustațiu        | Datare: 1940 Școală: Școală contemporană românească Dimensiuni: 80,5x60 cm Material: pictură în ulei pe pânză întinsă pe sațiu, executată cu pensula                        | Portret compozițional în care modelul a fost reprezentat până la nivelul centurii, ținând o vioară sub brațul drept. La baza picturii și spre dreapta apare mâna stângă a celui portretizat. Capul este deplasat spre stânga în raport cu mediatoarea verticală a cadrului, figura e privită aproape frontal, ușor întoarsă spre dreapta. Luminată dinspre stânga. Vestimentația: costum negru cu vestă, cămașă alb-gălbuie, cravată roșie (nuanță închisă). Tonalitate gravă – fondul se confundă cu hainele – note de ocru, brun, alb, roșu. Semnat stânga jos în colț cu ocru. | Muzeul Județean Botoșani, Botoșani                                          | Cimec    |
|      | Portret de femeie Autor: Stoenescu, Eustațiu              | Datare: 1947 Școală: Școală contemporană românească Dimensiuni: 91x68 cm Material: pictură în ulei pe pânză de cânepă întinsă pe sașiu din lemn de brad; pictată cu pensula | Portret – bust înfățișând o femeie în vârstă de circa treizeci de ani. Modelul a pozat cu coatele sprijinite pe brațul unui scaun cu spătar – piesă de mobilier sec. XIV (probabil). Brațul stâng al femeii este ridicat vertical spre figură, podul palmei susține bărbia, degetul mijlociu ajungând la arcada ochiului stâng. Figura frontală, alungită, are axul ușor înclinat spre stânga și este încadrată de păr castaniu. Sprâncene ridicate, iriși verzi, privire pătrunzătoare, gura plină. Din vestimentația modelului apare o bluză albă cu mâneci scurte, brodată cu mici motive roze. Fond întunecat negru – brun, constrastând cu forma. Ramă din lemn de brad poleită, convexă. Passpartout din lemn, vopsit în gri. Semnat și datat în colțul dreapta jos.                                                        | Muzeul Județean Botoșani, Botoșani                                          | Cimec    |